# Червеноока дървесница
Червеноока дървесница или червеноока дървесна жаба (Agalychnis callidryas) е вид земноводно от семейството на дървесните жаби. Тя е дървесен обитател, срещаща се в неотропичните дъждовни гори. Наричана е още маймунска жаба, заради относително добрата си координация .

## Външен вид
Червенооката дървесна жаба е малък по размери вид дървесна жаба, достигащ на дължина около 7 cm. Окраската на гърба е зелена с разнообразни шарки, докато корема е бял. Страничните части са виолетови или сини с вертикални бели ивици, а пръстите са с оранжев оттенък. Както женските, така и мъжките екземпляри притежават изпъкнали червени очи с вертикални зеници, подобно на очите на домашната котка. Червенооката дървесна жаба има мека и нежна кожа на корема, докато кожата на гръба е сравнително по-дебела и груба.

## Физически характеристики
При червенооката дървесна жаба се наблюдава полов диморфизъм по отношение на размерите. Средните размери за женските екземпляри са около 7 – 8 cm, докато при мъжките индивиди дължината на тялото е около 5 – 6 cm .

## Разпространение
Червенооката дървесна жаба се среща в дъждовните гори на южно Мексико, по протежение на цяла Централна Америка, до северна Колумбия.

## Размножаване
Женските отлагат около 30 до 50 яйца. Снасят ги върху широки листа, надвесени над водата. Яйцата са белезникави и притежават гъвкаво, желатинозно покритие, което ги защитава от хищници.
След излюпването, поповите лъжички падат във водата, а когато станат малки жабчета се връщат по дърветата.